# Fede San Emeterio
Federico „Fede” San Emeterio Díaz (ur. 16 marca 1997 w Sierra de Ibio) – hiszpański piłkarz występujący na pozycji pomocnika w klubie Real Valladolid.